# Man of Steel
Pour les articles homonymes, voir Man of Steel (homonymie).
Série DC Extended Universe
Batman v Superman : L'Aube de la justice
(2016)
Pour plus de détails, voir Fiche technique et Distribution.
Man of Steel, ou L'Homme d'acier au Québec, est un film américano-britannique réalisé par Zack Snyder, sorti en 2013.
Basé sur Superman, personnage de DC Comics, le long-métrage est un reboot qui dépeint les origines du super-héros,. Clark Kent, élevé dans une ferme du Kansas, s'interroge sans cesse sur sa différence. Il apprend qu'il est né sur Krypton, un monde lointain aujourd'hui disparu dont les ultimes représentants tentent de conquérir la Terre au mépris de la civilisation humaine. Clark va devoir prendre de difficiles décisions pour devenir le symbole d'espoir pour toute l'humanité.
Écrit par David S. Goyer et produit par Christopher Nolan, Man of Steel met en vedette Henry Cavill dans le rôle-titre, avec Amy Adams dans le rôle de Lois Lane, Michael Shannon en général Zod, Diane Lane et Kevin Costner, dans les rôles de Martha et Jonathan Kent, Laurence Fishburne, incarnant Perry White, et Russell Crowe prêtant ses traits à Jor-El. Le film présente également un univers où les héros emblématiques de DC Comics peuvent cohabiter et se réunir dans de possibles futures suites.
Le développement du film a débuté en 2008, après que Warner Bros. Pictures a décidé de ne pas donner une suite à Superman Returns (2006), optant ainsi pour un redémarrage de la franchise en se basant sur les concepts développés par les auteurs de comic books, scénaristes et réalisateurs de DC Comics.
En 2009, une décision de justice a permis à la famille de Jerry Siegel (cocréateur de Superman avec Joe Shuster) de reprendre ses droits d'auteur sur Superman et ses origines. La décision a aussi stipulé que Warner Bros. ne devait pas de royalties supplémentaires aux ayants droit de Siegel et Schuster sur les films précédents, mais que si elle ne débutait pas la production d'un film d'ici 2011, les héritiers pourraient intenter des poursuites pour pertes de revenus liées à un film non produit.
Le producteur Christopher Nolan a présenté l’idée de Goyer à la Warner après une discussion lors de la préparation de The Dark Knight Rises et Snyder a été engagé comme réalisateur en octobre 2010. Le tournage a commencé en août 2011 à West Chicago (États-Unis, Illinois), avant de se déplacer à Vancouver (Canada) et à Plano (Illinois).
La première de Man of Steel aux États-Unis a eu lieu avec les membres du casting à New York le 10 juin 2013. Le film est sorti en salles le 14 juin 2013 sur le territoire américain, ainsi qu'en 3D et dans les salles IMAX. En France, Man of Steel est sorti le 19 juin 2013.
Le film a obtenu un grand succès commercial, avec plus de 668 millions de dollars de recettes engrangées au box-office mondial (pour un budget estimé entre 225 et 258 millions de dollars) et un accueil plutôt positif de la part des critiques de cinémas. Certains ont mis en évidence le récit, le jeu des acteurs, le visuel et la réinvention du personnage principal, tandis que d'autres ont critiqué le rythme et le manque de développement des personnages.
À la suite du succès du film, celui-ci s'est avéré être le premier du DC Extended Universe, suivi 3 ans plus tard de Batman v Superman : L'Aube de la justice (2016).

## Synopsis
Sur Krypton, le scientifique Jor-El aide sa femme Lara à accoucher d'un fils, qu'ils nomment Kal-El. Plus tard, Jor se rend à Kandor. Il prévient le Conseil de Krypton que le noyau de la planète s'effondre et qu'il ne leur reste peut-être que quelques semaines. Il les avait avertis que creuser le noyau était suicidaire. En effet, les réserves d'énergie des Kryptoniens étaient épuisées et le Conseil avait par conséquent ordonné le forage du noyau. Cela a accéléré le processus d'implosion. Jor voulait que les Kryptoniens se tournent vers les étoiles comme avaient fait leurs ancêtres. Ayant des mondes habitables à la portée de Krypton, il suggère qu'ils peuvent déjà utiliser leurs anciennes colonies. Ro-Zar, la dirigeante du Conseil, lui rétorque s'il suggère de faire évacuer toute la planète. Mais pour Jor, tous les Kryptoniens sont déjà morts et demande alors au Conseil de lui donner le contrôle du Codex afin d'assurer la survie de la race kryptonienne.
C'est alors que le général Dru-Zod et ses officiers arrivent. Zod déclare que le Conseil est maintenant dissous et tue Ro-Zar. Zod, ami de Jor-El, lui propose de se joindre à lui afin de s'assurer que « les lignées les plus dignes survivent ». Jor refuse, argumentant que le choix de ces lignées n'incomberait qu'à Zod, et que ce dernier a trahi son peuple en dirigeant un coup d'État. Jor est alors arrêté, mais il s'évade et réussit à mettre la main sur le Codex (qui se révèle être un objet en forme de crâne), avant de regagner sa demeure.
Là, il prépare le lancement d'une capsule de secours pour Kal-El, qui l'emmènera sur une planète dont le soleil est plus jeune : la Terre. Lara est cependant réticente à laisser partir son fils, argumentant qu'il mourra peut-être dans l'espace, et qu'ils n'auront jamais le bonheur de le voir grandir ; mais elle accepte, car au moins, il pourra vivre sur une planète où aux yeux des terriens, « il sera un dieu », et, en pleurs, elle place son fils dans la capsule, tandis que son père dissout le Codex dans les cellules du jeune Kryptonien.
C'est alors que le général Zod, prévenu du vol du Codex, arrive chez Jor-El. Il réclame que ce dernier lui remette le Codex. Lorsque Jor lui révèle qu'il a eu un fils né naturellement, Zod considère cela comme une hérésie et s'emporte. Un combat s'engage alors entre les deux anciens amis, dans lequel Jor a le dessus. En désespoir de cause, Zod supplie Lara d'annuler le vol, argumentant que le Codex est l'avenir de Krypton ; Lara semble hésiter, puis lance le vol. De rage et de désespoir, Zod sort une lame cachée, et en transperce Jor, qui tombe mort. Puis, Zod rejoint ses troupes, et tente de faire abattre la capsule, mais à ce moment, les troupes fidèles au Conseil surviennent et le font prisonnier.
Lor-Em, l'un des membres du Conseil, annonce à Zod et à ses officiers que pour les crimes de meurtre et de haute trahison, le Conseil les condamne à une peine de trois cents ans de réhabilitation somatique. Fou de rage, Zod insulte le Conseil, avant d'assurer à Lara, présente au jugement, qu'il retrouvera Kal-El. Puis, la sentence est appliquée. Ils sont placés en cryogénisation à bord d'un vaisseau nommé le Black Zero, qui traverse ensuite un portail pour être envoyé dans la Zone fantôme, un lieu obscur situé dans le subespace.
Kal-El arrive sur Terre en 1980, à Smallville dans le Kansas, et est recueilli par Jonathan et Martha Kent, un couple de fermiers qui le baptisent du nom de Clark et l'élèvent comme leur fils. Mais ce dernier est très vite confronté, malgré lui, à ses origines, lorsque ses pouvoirs commencent à se développer, alors qu'il ne peut pas les contrôler : il voit à travers des objets, entend des sons normalement inaudibles, peut chauffer des objets avec ses yeux… Tout ceci le fait passer aux yeux de ses camarades d'école pour un idiot ou un autiste, d'autant qu'il fuit souvent sa classe pour se réfugier à un endroit où il sera tranquille et ne sera pas confronté à ces bruits et ces visions qu'il ne maîtrise pas.
En 1993, alors qu'il commence à entrer dans l'adolescence, un évènement change tout pour lui : il se trouve dans un car scolaire et ce dernier tombe d'un pont et commence à couler, menaçant de noyer tous les occupants du car. Clark saute alors du car et réussit à le soulever jusqu'à ce qu'il atteigne la rive. Mais alors, Jonathan est confronté à la mère d'un élève que Clark a sauvé, qui affirme qu'il s'agit d'un miracle envoyé par Dieu. Jonathan blâme alors son fils pour avoir manifesté ses pouvoirs aux yeux de tous, ce à quoi Clark répond qu'il ne pouvait rien faire d'autre, à moins de les laisser mourir. Devant toutes les interrogations de son fils, Jonathan finit par lui montrer la capsule dans laquelle il est arrivé, ainsi qu'une sorte de clé sur lequel est gravé un « S » stylisé. Clark comprend alors qu'il n'est pas issu de ce monde, mais qu'il vient d'ailleurs.
En 1997, il est pris avec ses parents dans une tornade ; son chien est coincé dans sa voiture, et il s'apprête à aller le sauver quand son père lui fait signe de ne pas intervenir, afin de ne pas montrer ses pouvoirs aux gens de la Terre qui l'entourent. Alors que son chien est secouru, Jonathan est emporté par la tornade, sous les cris de douleur de Clark.
Quelques années après, alors qu'il atteint l'âge adulte, Clark décide de faire divers petits boulots. Alors qu'en 2013 il travaille dans un bar routier au Canada, il apprend l'existence d'une anomalie sur l'île d'Ellesmere lorsqu'il entend deux militaires en parler. Il se rend sur place comme employé d'Arctic Cargo (une compagnie d'affrètement d'hélicoptères). Une équipe du NORTHCOM (le commandement de l'armée américaine responsable de la défense du territoire national) mène les recherches. Lois Lane, une journaliste irrévérencieuse et audacieuse gagnante du Prix Pulitzer et qui travaille pour le Daily Planet, arrive sur les lieux à bord d'un hélicoptère d'Arctic Cargo. Lois apprend que les satellites de la NASA ont capté la signature d'un objet entouré d'une couche de glace datant de vingt mille ans. Le soir, alors que Lois prend des photos, elle aperçoit une silhouette se dirigeant vers la couche de glace en question. Elle décide de suivre la silhouette, qui n'est autre que Clark, lequel se fraye un passage dans la glace grâce à sa vision thermique. Il atteint alors l'objet, qui n'est autre qu'un énorme vaisseau spatial. C'est alors qu'en entrant, il insère sa clé dans l'interface du vaisseau, qui active ses systèmes. Lorsque Lois pénètre à son tour dans le vaisseau, elle est blessée par un robot de service. Elle est soignée par Clark, qui la dépose ensuite en sûreté. Puis, sur le vaisseau, Clark le fait décoller, qui s'échappe ensuite.
Peu après, dans une région à l'ouest d'Ellesmere, dans le vaisseau, Clark est confronté à Jor-El, ou plus exactement à un hologramme contenant ses souvenirs et sa conscience, contenue dans la clé de commande de Clark. Jor lui révèle être son père et que son véritable nom est Kal-El. Il explique ensuite à Clark l'histoire de son peuple. Il vient de la planète Krypton. Un monde à l'environnement bien plus hostile que celui de la Terre. Il y a bien longtemps, dans une ère d'expansion, la race kryptonienne a exploré les étoiles à la recherche de nouveaux mondes où s'établir. Ce vaisseau de reconnaissance où Clark se trouve, est l'un des milliers envoyés dans l'univers. Les Kryptoniens ont créé des colonies sur d'autres planètes en utilisant des hypermachines pour créer des conditions viables pour eux. Pendant cent mille ans, la civilisation kryptonienne a été florissante. Plus tard, les Kryptoniens ont établi un contrôle des naissances artificielles. Les avant-postes d'explorations spatiales ont été abandonnés. Les Kryptoniens ont épuisé leurs ressources naturelles. La conséquence pour Krypton est que son noyau était devenu instable. Finalement, le chef des armées kryptoniennes, le général Zod, a tenté un coup d'État. Mais à l'époque il était déjà trop tard. Jor et Lara avaient prévu la catastrophe à venir. Ils ont pris certaines dispositions pour assurer la survie de leur fils. Dans une autre pièce du vaisseau, Jor montre à Kal une chambre génétique. Un lieu où tous les Kryptoniens étaient conçus dans des couveuses identiques. Chaque enfant était destiné à remplir une fonction dans la société kryptoniennne. Jor et Lara pensaient que Krypton avait perdu son libre arbitre. Jor affirme à son fils que les humains ont besoin de lui, d'un sauveur. Il pourra remplir ce rôle, car contrairement aux autres Kryptoniens, il est né naturellement, et n'est donc pas déterminé à assumer un rôle en particulier. Jor lui montre alors un costume rouge et bleu, frappé du même « S » stylisé, qui n'est autre que le symbole des El et dont la signification est « espoir ». Clark apprend ensuite que la raison de sa différence est que l'atmosphère de la Terre est plus riche que celle de Krypton ; d'autre part, le Soleil est jaune, et les cellules de Clark boivent ses radiations. Il est donc capable d'accomplir des exploits dont les hommes sont incapables. Après cela, Clark sort du vaisseau revêtu du costume des El, et apprend à maîtriser sa capacité à voler. Alors, il commence à voler à une vitesse hallucinante, assumant pleinement ses origines kryptoniennes.
Pendant ce temps, à Metropolis, Lois tente de convaincre son patron, Perry White, de la laisser écrire un article sur ce qui lui est arrivé, mais ce dernier refuse. Elle contacte alors le responsable d'un site Internet à qui elle raconte l'histoire, afin qu'il la publie sur son site. Puis, elle tente de retrouver la trace de Clark. Elle réussit, mais il la persuade de ne révéler l'histoire à personne.
C'est alors que le NORTHCOM détecte dans le ciel la silhouette d'un OVNI de grande taille, en orbite lunaire. À ce moment, sur tous les écrans du monde, une silhouette menaçante transmet le message suivant : « Vous n'êtes pas seuls. Je suis le général Zod. Je viens d'un monde éloigné du vôtre. J'ai traversé un océan d'étoiles pour atteindre votre planète. Votre monde abrite un de mes concitoyens. Il vous ressemble, mais il n'est pas des vôtres. À ceux qui connaissent son emplacement, le destin de votre planète repose entre vos mains. À Kal-El, je dis ceci : rends-toi dans les vingt-quatre heures, ou regarde ce monde en subir les conséquences ».
Lois est arrêtée par le FBI, car elle connaît Kal-El. Clark, épouvanté, va demander assistance à un prêtre catholique, tenu au secret lors de la confession, et lui confie que s'il ne fait pas confiance à Zod, il ne fait pas non plus confiance aux humains ; le prêtre le convainc de « faire un acte de foi », en se livrant aux humains, même s'il ne les croit pas. Kal se livre alors à l'armée. En échange, il exige la libération de Lois.
À la base Edwards, un vaisseau de transport kryptonien se pose et en sort Faora-Ul, commandant en second de Zod venue chercher Kal-El. Mais Faora demande également la présence de Lois à bord. Durant le voyage de la Terre jusqu'au Black Zero, Kal donne à Lois la clé où est inscrite la mémoire de Jor-El. Une fois à l'intérieur du Black Zero, Clark et Lois sont accueillis par Zod, mais Clark se sent mal et s'évanouit, à cause de l'atmosphère différente de celle de la Terre, et à laquelle il n'est pas habitué. Alors, grâce à une réalité virtuelle, Zod lui communique son histoire : enfermé dans la Zone fantôme avec ses officiers, la destruction de Krypton les a libérés. Ils ont réussi à activer le Black Zero et ont transformé le fantôme-rétromoteur du vaisseau en hyperpropulseur. Le vaisseau pouvait désormais créer un trou de ver pour être aspiré à l'intérieur et réapparaître en n'importe quel point de l'univers instantanément. Ils ont alors inspecté les anciennes colonies kryptoniennes, mais n'y ont trouvé que des cadavres, des armures, des armes, et même une machine gravitationnelle. Trente-trois ans plus tard, ils ont détecté un signal de détresse déclenché par Kal quand ce dernier a activé les systèmes du vaisseau de reconnaissance. Zod annonce ensuite à Kal que sur Krypton, les Kryptoniens ont encodé la matrice génétique de chaque nouveau-né à venir dans le grand registre des citoyens, le Codex. Il lui révèle que Jor a volé le Codex et l'a caché dans la capsule qui l'a transportée sur Terre afin que Krypton puisse revivre sur cette planète. Zod a l'intention d'utiliser la machine à gravité pour terraformer la Terre en une nouvelle Krypton, ce qui causera la mort des humains, incapables de supporter l'atmosphère et la densité kryptonienne. Pour recréer la race kryptonienne, Zod a cependant besoin du Codex, mais Kal refuse de lui révéler où il est caché. Zod l'informe alors qu'il a tué Jor, non parce qu'il le voulait, mais parce que c'était son devoir. Un devoir qu'il voit à présent dans le fait de recréer Krypton, serait-ce au prix de la vie de milliards d'êtres humains.
Zod se rend alors sur Terre accompagné par quelques-uns de ses officiers, dont Faora-Ul. Pendant ce temps, Lois réussit à activer la clé de commande, donnant ainsi à la conscience de Jor-El le contrôle du Black Zero. Jor lui explique alors qu'il y a un moyen d'arrêter Zod : l'énergie motrice de la capsule de Kal-El vient d'une machine appelée fantôme-hyperpropulseur, qui est capable de courber l'espace, tout comme le fantôme du Black Zero. Si ces deux fantômes se heurtent, cela créera une singularité qui ouvrira un passage vers la Zone fantôme. Jor reproduit alors l'atmosphère terrestre dans le Black Zero et aide Lois à s'évader grâce à une capsule de sauvetage. Pendant ce temps, Clark, dont un peu de sang a été prélevé par l'officier scientifique de Zod, Jax-Ur, peut lui aussi s'évader grâce à la modification atmosphérique et rencontrer à nouveau son père, qui l'encourage à sauver tous les humains. Puis il disparaît et Clark s'envole à la poursuite de Lois, dont la capsule, endommagée, menace de la tuer. Il parvient à la sauver in extremis.
À Smallville, Zod et ses officiers interrogent brutalement Martha Kent pour que cette dernière leur donne l'emplacement de la capsule de Clark et donc celui du Codex. Faora-Ul trouve la capsule, mais découvre que le Codex ne s'y trouve pas. Fou de colère, Zod poursuit l'interrogatoire de Martha, mais est interrompu par l'arrivée de Clark qui, enragé par les violences faites à sa mère, se jette sur lui, et après avoir détruit un certain nombre de bâtiments en l'emportant loin de sa mère, brise son masque à oxygène. Aussitôt, Zod est confronté au même problème que Clark durant son enfance : sa grande difficulté à maîtriser ses pouvoirs. Assailli de sensations qu'il ne contrôle pas, Zod est affaibli et doit être évacué. Clark affronte alors Faora et Nam-Ek, aux pouvoirs plus limités que ceux de Clark du fait de leur arrivée tardive sur Terre (s'ils ont la même force et résistance que Clark, ils ne maîtrisent pas encore le vol), et arrive à les vaincre à l'aide de l'armée, même si cette dernière l'a d'abord pris pour cible avec les deux autres Kryptoniens. Ils sont évacués par un de leurs vaisseaux, et battent en retraite, laissant derrière eux une ville à moitié détruite. Réalisant alors que Clark n'est pas leur ennemi, les soldats l'acceptent comme allié, et commencent à le surnommer « Superman ».
Revenu à bord du Black Zero, Zod apprend par Jax-Ur que le Codex se trouve dans les cellules de Clark. Zod lance alors son attaque. La machine à gravité est envoyée près d'une île au sud de l'océan Indien et le Black Zero se positionne au-dessus de Metropolis. Une fois les deux vaisseaux en place, Zod ordonne l'activation du fantôme-hyperpropulseur du Black Zero. Ce dernier tire un rayon sur le sol de Metropolis, suivi de la machine à gravité, qui en plus de cela, commence à former un nuage de particules au-dessus de l'océan Indien. Une fois les deux rayons des vaisseaux connectés, Zod ordonne le déclenchement de la terraformation. La machine à gravité tire un champ de pesanteur qui passe à travers le rayon et traverse la planète jusqu'au Black Zero. Le champ de pesanteur fait à chaque fois un aller et retour entre la machine à gravité et le Black Zero, qui après chaque traversée, augmente la masse de la Terre. Ce processus cause d'énormes dégâts à Metropolis.
Lois explique à Superman et au lieutenant général Calvin Swanwick (le commandant du NORTHCOM) le plan de Jor-El. Pendant que la capsule de Clark est placée dans un C-17, Superman vole vers l'océan Indien pour tenter de détruire la machine à gravité. En parallèle, Zod se rend au vaisseau de reconnaissance, car il contient la chambre génétique. Une fois devant le vaisseau, Zod commence à maitriser ses pouvoirs. À l'intérieur, Zod insère sa propre clé de commande dans l'interface du vaisseau, prenant ainsi le contrôle de l'appareil.
À Metropolis, les tentatives de défense des humains sont inutiles : les missiles des avions de l'US Air Force ne résistent pas au rayon gravitationnel. Ils sont déviés et explosent dans la ville, ce qui amplifie la panique des habitants, qui tentent de fuir la destruction, parmi lesquels se trouvent Perry White et les employés du Daily Planet. Tandis Jor-El tente de dissuader Zod de ne pas provoquer un génocide, ce dernier désactive Jor pour toujours. Pendant ce temps, bien qu'affaibli par l'atmosphère désormais kryptonienne entourant la machine à gravité et combattant à la fois ses systèmes de défense et le rayon gravitationnel, Superman réussit à détruire la machine, volant vers le haut à travers son noyau et mettant ainsi fin à la terraformation.
Le C-17 arrive devant le Black Zero. Zod arrive à bord du vaisseau de reconnaissance et s'apprête à détruire le C-17, lorsque Superman arrive et réussit à dévier le vaisseau, qui s'écrase dans la ville. Le C-17 est alors attaqué par Faora-Ul, qui arrive aisément, à l'aide de ses pouvoirs, à tuer certains membres de l'équipage. Elle ne parvient pas cependant à empêcher le C-17 de s'écraser sur le Black Zero. La singularité se produit alors, aspirant tous les Kryptoniens ainsi que le C-17 dans la Zone fantôme. Lois, en pleine chute libre, est rattrapée par Superman, juste avant que la singularité ne se referme.
Superman repose Lois Lane et l'embrasse sous le regard interloqué de Perry White et de ses assistants. Mais alors, il aperçoit Zod, émergeant des débris. Ce dernier lui explique que son rôle dans la société kryptonienne était de défendre son peuple, quel qu’en fût le prix. Mais à présent qu'il n'a plus de peuple, sa raison de vivre n'étant plus, il ne voit plus d'autre issue que de se venger de celui qui l'a privé de cette raison de vivre en tuant ceux que ce dernier protège : l'humanité. Le nouveau héros de Metropolis, se refusant à laisser Zod agir ainsi, se lance contre lui, et les deux derniers Kryptoniens entament alors un combat gigantesque durant lequel Zod acquiert enfin le contrôle total de ses pouvoirs, y compris celui du vol, qui lui faisait défaut jusqu'ici. Le combat, titanesque, s'achève lorsque Zod, maintenu par Kal-El, tente de tuer une famille grâce à sa vision thermique. Superman, ne voyant pas comment l'arrêter, l'élimine en lui brisant le cou. Il s'effondre à côté de la dépouille de son ennemi en hurlant de désespoir d'avoir accompli un meurtre pour sauver les civils.
Peu de temps après l'évènement tragique, le général Swanwick a envoyé des drones de surveillance afin de trouver la cachette de Superman. Pendant que Swanwick était en voiture, avec le capitaine Carrie Farris au volant, Superman fait crasher l'un des drones au sol, juste devant la voiture, au grand désarroi du général. Superman assure à Swanwick que, ayant grandi au Kansas, il n'agira jamais contre les intérêts de l'Amérique. Superman déclare qu'il veut aider les humains, mais selon ses conditions. Alors il demande au général d'en convaincre le gouvernement américain. De retour à la ferme des Kent, il explique à sa mère qu'il doit trouver un travail qui lui permettra de rester en contact avec l'actualité, afin d'être toujours là quand on aura besoin de lui. À Metropolis, Perry White présente à Lois Lane un nouveau journaliste du nom de Clark Kent, que Lois reconnaît aussitôt, malgré ses lunettes.

## Fiche technique
Sauf indication contraire, les informations mentionnées dans cette section peuvent être confirmées par les bases de données cinématographiques IMDb et Allociné,  présentes dans la section « Liens externes ».
- Titre original et français : Man of Steel
- Titre québécois : L'Homme d'acier
- Réalisation : Zack Snyder
- Scénario : David S. Goyer, d'après une histoire de David S. Goyer et Christopher Nolan, d'après le personnage Superman créés par Jerry Siegel et Joe Shuster
- Musique : Hans Zimmer
- Direction artistique : Kim Sinclair, Virginie Bourdin et Chris Farmer
- Décors : Alex McDowell
- Costumes : James Acheson et Michael Wilkinson
- Photographie : Amir Mokri
- Son : Chris Jenkins, Frank A. Montaño, Scott Hecker (en)
- Montage : David Brenner
- Production : Christopher Nolan, Charles Roven, Deborah Snyder et Emma Thomas
  - Production déléguée : Jon Peters, Thomas Tull et Lloyd Phillips
  - Production associée : Curt Kanemoto et Mark Thomas
  - Coproduction : Wesley Coller
- Sociétés de production[7] :
  - États-Unis : DC Films et DC Entertainment, présenté par Warner Bros., en association avec Legendary Entertainment
  - Royaume-Uni : Syncopy Films
- Sociétés de distribution : Warner Bros.
- Budget : 225 millions de $[6]
- Pays de production : États-Unis, Royaume-Uni
- Langue originale : anglais
- Format[8] : couleur (Technicolor) (DeLuxe) - 35 mm / 70 mm / D-Cinema - 2,35:1 (Cinémascope) - son Dolby Digital | Datasat | SDDS | Dolby Atmos | Dolby Surround 7.1
- Genre : action, aventures, science-fiction, super-héros
- Durée : 143 minutes
- Dates de sortie[9] :
  - États-Unis : 10 juin 2013 (première mondiale à New York)[10] ; 12 juin 2013 (Festival du film de Los Angeles) ; 14 juin 2013 (sortie nationale)
  - Royaume-Uni, Québec : 14 juin 2013[11]
  - France : 19 juin 2013 (sortie nationale) ; 8 septembre 2021 (Festival du cinéma américain de Deauville)
  - Belgique, Suisse romande : 19 juin 2013[12],[13]
- Classification[14] :
  - États-Unis : accord parental recommandé, film déconseillé aux moins de 13 ans (PG-13 - Parents Strongly Cautioned)[N 2]
  - Royaume-Uni : les enfants de moins de 12 ans doivent être accompagnés d'un adulte (12A - Suitable for 12 years and over)
  - France : tous publics[15]
  - Belgique : tous publics (Alle Leeftijden)[12]
  - Suisse romande : interdit aux moins de 12 ans[16],[13]
  - Québec : tous publics - déconseillé aux jeunes enfants (G - General Rating)[11]

## Distribution

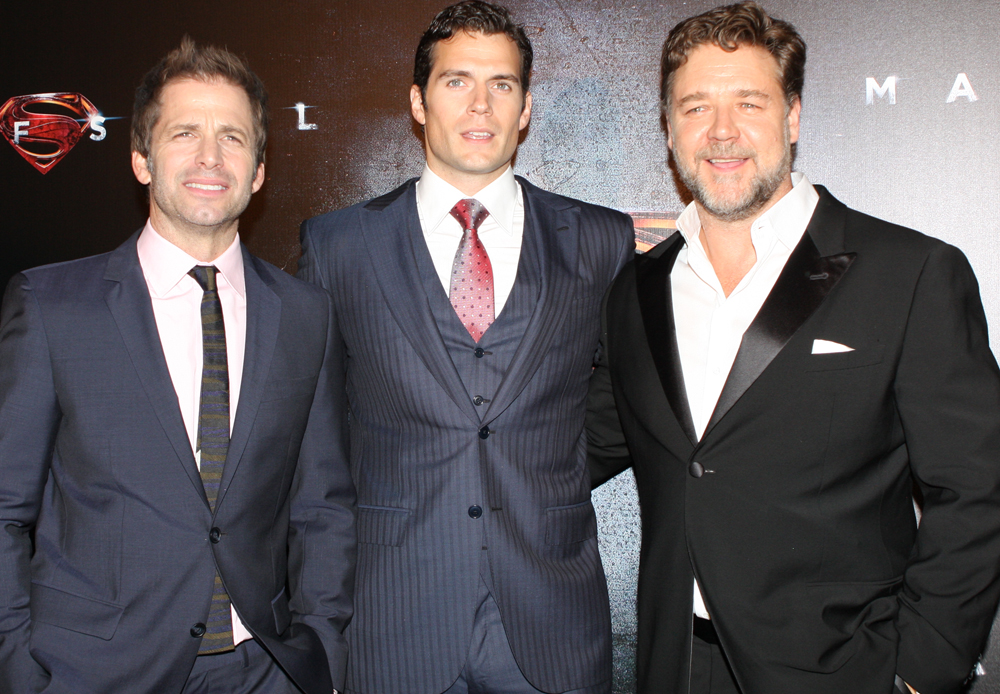
Le réalisateur Zack Snyder, Henry Cavill et Russell Crowe.

- Henry Cavill (VF : Adrien Antoine ; VQ : Patrice Dubois) : Superman / Clark Kent / Kal-El
- Amy Adams (VF : Caroline Victoria ; VQ : Viviane Pacal) : Lois Lane
- Michael Shannon (VF : Xavier Fagnon ; VQ : Marc-André Bélanger) : Général Zod
- Russell Crowe (VF : Emmanuel Jacomy ; VQ : Pierre Auger) : Jor-El[17]
- Kevin Costner (VF : Bernard Lanneau ; VQ : Marc Bellier) : Jonathan Kent
- Diane Lane (VF : Hélène Chanson ; VQ : Anne Bédard) : Martha Kent
- Laurence Fishburne (VF : Paul Borne ; VQ : Guy Nadon) : Perry White
- Antje Traue (VF : Julie Dumas ; VQ : Julie Beauchemin) : Faora-Ul, commandante en second du Général Zod[18]
- Ayelet Zurer (VF : Hélène Bizot ; VQ : Marina Orsini) : Lara Lor-Van[19]
- Christopher Meloni (VF : Jérôme Rebbot ; VQ : Patrick Chouinard) : Colonel Nathan Hardy[20]
- Michael Justus (en) : Nam-Ek, le Kryptonien géant
- Michael Kelly (VF : Marc Saez ; VQ : Renaud Paradis) : Steve Lombard
- Harry Lennix (VF : Daniel Lobé ; VQ : Jean-Marie Moncelet) : Lieutenant général Calvin Swanwick, commandant du NORTHCOM[21]
- Richard Schiff (VF : Philippe Peythieu ; VQ : Jean-Luc Montminy) : Dr Emil Hamilton (en)[22]
- Rebecca Buller (VF : Geneviève Doang) : Jenny Jurwich
- Christina Wren (VF : Marie Diot) : Capitaine Carrie Ferris
- Carla Gugino (VF : Emmanuelle Bondeville) : Kelor (en), ordinateur de Jor-El (voix)
- Chad Krowchuk (VF : Sébastien Desjours) : Glen Woodburn
- Mary Black : Ro-Zar, la dirigeante du Conseil de Krypton
- Mackenzie Gray (VF : Luc Bernard) : Jax-Ur, officier scientifique du Général Zod
- Julian Richings : Lor-Em
- Richard Cetrone (en) : Tor-An
- Tahmoh Penikett (VF : Patrick Béthune) : Jed Eubanks
- Cooper Timberline (VF : Martin Fagnon ; VQ : Matis Ross) : Clark Kent (à 9 ans)
- Dylan Sprayberry (VF : Valentin Maupin ; VQ : Charles Sirard-Blouin) : Clark Kent (à 13 ans)[23]
- Jadin Gould : Lana Lang[24]
- Robert Gerdisch : Whitney Fordman
- Ian Tracey : Ludlow, le client énervé du bar
- Carmen Lavigne : Chrissy, la serveuse
- Joseph Cranford : Pete Ross (adulte)
- Jack Foley : Pete Ross (jeune)[24]

- Version française
  - Studio de doublage : Dubbing Brothers
  - Direction artistique : Marie-Christine Chevalier
  - Adaptation : Félicie Seurin

 Source et légende : version française (VF) sur RS Doublage et sur AlloDoublage
 Source et légende : version québécoise (VQ) sur Doublage.qc.ca

## Production

### Développement
Après l'échec relatif de Superman Returns de Bryan Singer, qui n'avait pas dégagé suffisamment de bénéfices selon Warner Bros., l'idée de produire un nouveau volet de la saga Superman a longtemps été mise en suspens.
Warner décide alors de bâtir une nouvelle saga sur le même modèle que Batman Begins et ses suites à succès The Dark Knight : Le Chevalier noir et The Dark Knight Rises. Ainsi Christopher Nolan, son frère Jonathan et David S. Goyer, spécialiste des adaptations cinématographiques de comics, sont attachés au projet.
Occupé par le tournage de The Dark Knight Rises, Christopher Nolan annonce d'emblée qu'il ne réalisera pas le film mais qu'il le produira[réf. nécessaire]. Le 4 octobre 2010, Zack Snyder annonce au site Deadline qu'il sera le réalisateur de Man of Steel dès qu'il aura terminé la post-production de son film Sucker Punch.
Le 18 octobre 2010, Zack Snyder affirme que l'histoire de ce nouvel opus sera originale, se basant sur les premiers pas de Superman : « Comme je l'ai déjà expliqué, le film s'intéressera aux premiers jours de Superman, donc il n'y aura pas de liens avec les autres films »,.
L'histoire de Man of Steel se rapproche des comics Superman for All Seasons (Jeph Loeb, 1998), Superman Birthright (Mark Waid, 2003) et Superman : Secret Origins (Geoff Johns, 2009). Ces trois séries retracent les premiers pas de Clark Kent en tant que super-héros.

### Attribution des rôles

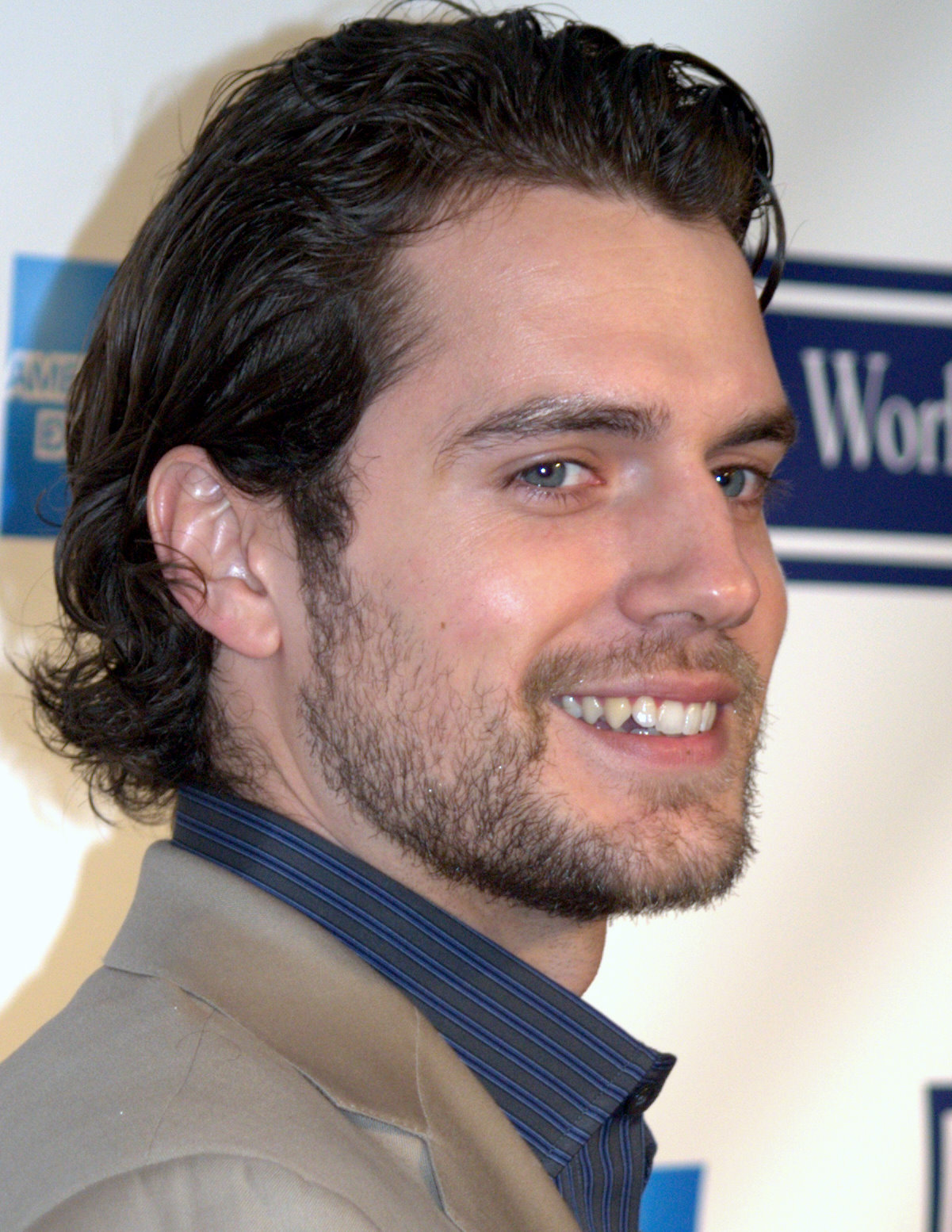
Henry Cavill, le nouveau Superman.

Afin d'incarner Superman, qui est dépeint comme ayant trente-trois ans au moment de la chronologie actuelle du film, plusieurs noms ont circulé tels que Jon Hamm, Joe Manganiello, Patrick Wilson, ainsi que Tom Welling, qui avait déjà incarné le personnage dans la série télévisée Smallville,, et par ailleurs, Tyler Hoechlin qui essaie aux auditions mais aura le rôle plus tard pour le Arrowverse et la série Superman et Loïs. Le choix s'est finalement porté sur l'acteur Henry Cavill, premier britannique à l'incarner,. Cavill devait initialement incarner Superman dans Superman: Flyby, qui fut finalement abandonné et a été considéré pour le rôle pour Superman Returns, finalement attribué à Brandon Routh,. Henry Cavill a déclaré qu' « il y a une réelle histoire derrière le personnage de Superman » et a expliqué que l'objectif de tout le monde a été d'explorer les difficultés de son personnage qui est confronté à la suite par des identités multiples – y compris son nom de naissance, Kal-El, et son alter ego, Clark Kent. L'acteur a également déclaré que le personnage est « seul et il n'y a personne comme lui » en faisant référence à l'Ashlin de Superman. Il ajoute que « cela doit être très effrayant et solitaire, de ne pas de savoir qui vous êtes ou ce que vous êtes, et d'essayer de découvrir ce qui donne un sens », suivi de « Où est votre référence ? Qu'en tirez-vous ? Où puisez-vous la limite à la puissance dont vous avez ? En soi, c'est une faiblesse incroyable ». Dans une entrevue à Total Film, Cavill a déclaré avoir consommé près de 5 000 calories par jour, s'entraîner deux heures par jour et a pris des protéines pour remplir sa masse musculaire. Pour incarner le futur super-héros jeune, Dylan Sprayberry fut choisi pour tenir le rôle à l'âge de 13 ans, alors qu'il en avait 11, Cooper Timberline a été casté pour le jouer, à l'âge de neuf ans.

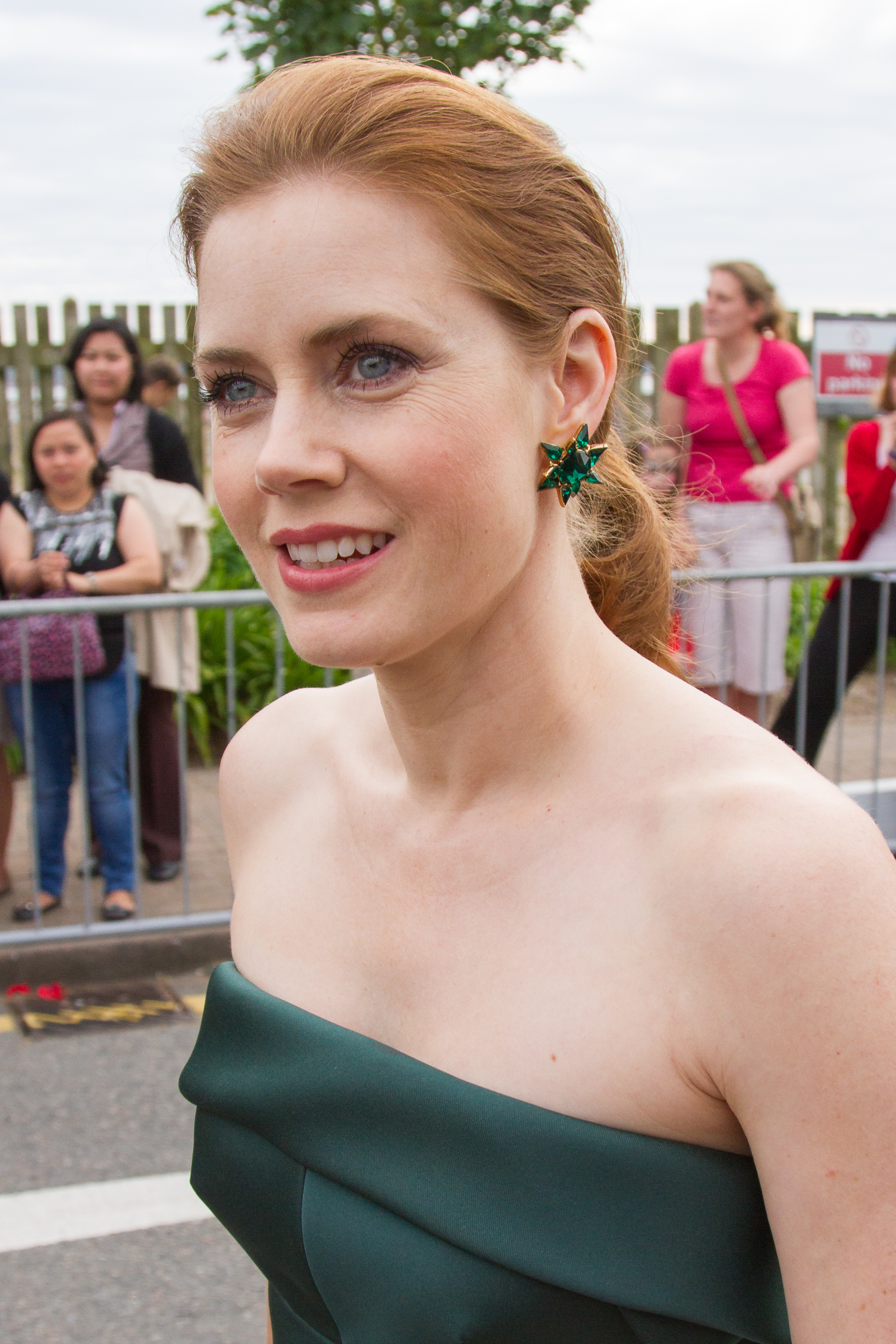
Amy Adams, interprète de Lois Lane, lors de la première du film, en juin 2013.

Afin d'incarner Lois Lane, reporter au Daily Planet qui vit une histoire d'amour avec Clark Kent, l'actrice Amy Adams, plusieurs fois nommée à l'Oscar de la meilleure actrice dans un second rôle, a été choisi parmi une liste d'actrices qui comprenait Olivia Wilde et Mila Kunis,,,,. Snyder a déclaré qu'il « y avait une grande et géante recherche pour Lois », car « pour nous, c'était une grande chose et évidemment un rôle très important ». La production du film a fait passer beaucoup d'auditions, mais la rencontre avec Adams a permis à Snyder de sentir qu'elle était parfaite pour le rôle. Adams a auditionné pour le rôle à trois reprises : la première fut pour Superman: Flyby, qui n'a pas été produit, la deuxième fois pour Superman Returns avant de décrocher le rôle de Lois Lane pour Man of Steel après une troisième audition. En mars 2011, elle est confirmée pour le rôle de Lois Lane. Tout en annonçant la nouvelle, Snyder a déclaré dans un communiqué : « Nous sommes ravis d'annoncer la distribution d'Amy Adams, l'une des actrices les plus polyvalentes et les plus respectées dans les films de nos jours. Amy a le talent de capturer toutes les qualités que nous aimons au sujet de Lois : intelligente, résistante, drôle, chaleureuse, ambitieuse et, bien sûr, très belle ». En dépeignant Lois Lane, Adams a déclaré que le film mettra en vedette une Lois Lane qui est « femme indépendante, courageuse… mais situé dans un monde plus identifiable ». Elle ajoute que Lois est devenue « une journaliste libre, quelqu'un qui aime le terrain » et que « La nature de l'entreprise de la presse a tellement changé. Il y a tellement plus de pression ». Avant de jouer Lois Lane dans le film de Zack Snyder, Amy Adams a joué un rôle différent dans l'univers de Superman. Elle a débuté à la télévision dans Smallville où dans la saison 1, elle incarne Jodi Melville, une élève qui maigrissait grâce à un régime à base de kryptonite et qui avait un appétit dévorant,.
Viggo Mortensen fut considéré pour interpréter le général Zod, Kryptonien mégalomaniaque avec les mêmes super-pouvoirs que Superman, avant que le choix ne soit porté sur Michael Shannon. Snyder a déclaré que « Zod n'est pas seulement l'un des plus formidables ennemis de Superman, mais l'un des plus importants, car il a un aperçu de Superman que les autres n'ont pas ». Pour le réalisateur, « Michael est un acteur puissant qui peut projeter à la fois l'intelligence et la malice du personnage, faisant de lui la personne parfaite pour le rôle ». Shannon a également commenté sa prestation en comparaison avec celle de Terence Stamp dans la précédente série de films, ajoutant qu'il a fait beaucoup d'entraînement pour sa préparation, car il avoue que c'est « un film très physique à la fin de la journée » et que c'est une très bonne façon de trouver votre chemin en tant qu'acteur.
Afin de trouver les acteurs susceptibles d'incarner Martha et Jonathan Kent, les parents adoptifs de Superman, incarnés par Kevin Costner et Diane Lane, Snyder a voulu uniquement du réalisme en expliquant son choix pour le casting du couple. Lane a été le premier membre du casting à rejoindre le casting depuis que Cavill a été choisi pour le rôle-titre. Pour l'actrice, c'est un « élément du casting très important » pour elle, parce que « Martha Kent est la femme dont les valeurs ont contribué à façonner l'homme que nous connaissons comme Superman ». Dans un communique, Snyder commente : « Nous sommes ravis d'avoir Diane dans le rôle parce qu'elle peut transmettre la sagesse et l'émerveillement d'une femme dont le fils a des pouvoirs au-delà de son imagination ».
Laurence Fishburne est choisi pour le rôle de Perry White, rédacteur en chef du Daily Planet et patron de Lois Lane, devenant le premier acteur afro-américain à incarner le personnage dans un film avec des prises de vues réelles. Fishburne s'est inspiré d'Ed Bradley, correspondant de 60 Minutes, diffusé sur CBS, qui était pour lui un « ami, un mentor et un modèle pour le rôle » car il a « a travaillé dans le journalisme, et il était le genre de gars qui marchait avec des rois, mais il avait le contact populaire ».
Bien avant que Russell Crowe n'obtienne le rôle de Jor-El, père biologique de Superman, Sean Penn et Clive Owen furent pressentis. Crowe a inséré les éléments de sa propre paternité à la lecture du script afin de dépeindre Jor-El, affirmant notamment que « c'était une de ces choses là où c'est comme ça que ça me connecte ». L'acteur a également fait des commentaires sur la préparation du film, ne sachant pas qu'il allait porter du Spandex, ainsi que de l'implication de Snyder, appréciant le niveau de préparation du réalisateur, la comparant à celle de David Lean. Julia Ormond était annoncée pour le rôle de Lara Von-Van, épouse fidèle de Jor-El et mère biologique de Superman, mais a finalement abandonné, alors que Connie Nielsen était en négociations avant qu'Ormond ne soit choisie. Le rôle fut finalement attribué à Ayelet Zurer.

### Costume
Le costume de Superman se voit offrir un remaniement de la part de Zack Snyder. Les couleurs bleu et jaune s'assombrissent. Si le personnage conserve son célèbre « S » sur sa poitrine et sa majestueuse cape rouge, il perd son célèbre slip écarlate. « On a essayé de l'inclure dans le costume, on voulait le faire, mais ça ne fonctionnait pas » révèle la femme du réalisateur . Toutefois, ce relooking s'inscrit dans la volonté de DC Comics de moderniser ses personnages depuis le reboot de son univers en 2011 (New 52).

### Tournage
Le tournage débute le 1er août 2011 à l'aéroport DuPage Airport à West Chicago dans l'Illinois, avant de se déplacer dans le secteur financier du Loop à Chicago. L'équipe se rendra ensuite à Plano, toujours dans l'Illinois.
Il s'est conclu en janvier 2012 à Vancouver au Canada. L'équipe du film a remercié la ville avec un panneau intitulé « Truth, Justice & the Vancouver Way » à la place du très célèbre « Truth, Justice & the American Way ». Le film rentre dans une longue période de post-production, avec entre autres une conversion en IMAX 3-D.

## Musique
Bandes originales par Hans Zimmer
Rush
(2013) Lone Ranger, naissance d'un héros
(2013)
Bandes originales de l'univers cinématographique DC
Batman v Superman : L'Aube de la justice
(2016)

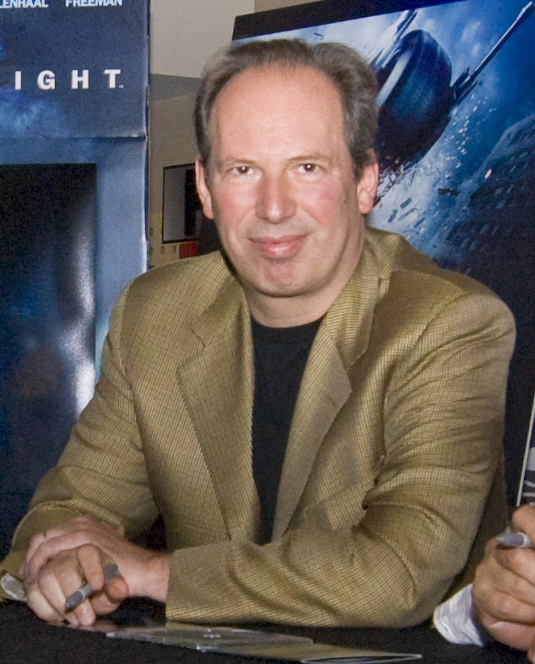
Hans Zimmer, compositeur de la bande originale de Man of Steel

Hans Zimmer a été choisi pour la bande originale de Man of Steel. Lors de plusieurs interviews, Zimmer a révélé qu'il ne reprendra pas le thème original des anciens films Superman composé par John Williams. C'est la cinquième collaboration entre Hans Zimmer et le producteur Christopher Nolan. Il collabore également avec le musicien Junkie XL.
L'album est paru en juin, quelques jours avant la sortie du film.
| 1.  | Look To The Stars                                            |  |
| 2.  | Oil Rig                                                      |  |
| 3.  | Sent Here For A Reason                                       |  |
| 4.  | DNA                                                          |  |
| 5.  | Goodbye My Son                                               |  |
| 6.  | If You Love These People                                     |  |
| 7.  | Krypton’s Last                                               |  |
| 8.  | Terraforming                                                 |  |
| 9.  | Tornado                                                      |  |
| 10. | You Die Or I Do                                              |  |
| 11. | Launch                                                       |  |
| 12. | Ignition                                                     |  |
| 13. | I Will Find Him                                              |  |
| 14. | This Is Clark Kent                                           |  |
| 15. | I Have So Many Questions                                     |  |
| 16. | Flight                                                       |  |
| 17. | What Are You Going To Do When You Are Not Saving The World ? |  |
| 18. | Man Of Steel (Hans’ Original Sketchbook)                     |  |

## Accueil

### Promotion
Le 4 août 2011, Warner Bros. diffuse la première photographie de Henry Cavill en Superman, quelques jours à peine après le début du tournage. Cette première image officielle à destination promotionnelle reçoit aussitôt un accueil positif de la part des fans et de la presse.
En avril 2012, Warner dévoile la première affiche qui sera déclinée en format fond d'écran. Fin juin, lors de la célèbre Licensing Expo se déroulant à Las Vegas, les costumes du film (Superman, Jor-El et Faora) sont exposés en vitrine, à la vue du public.
Lors du San Diego Comic-Con 2012, Zack Snyder et Henry Cavill dévoilent en exclusivité la pré-bande-annonce (ou teaser) de Man of Steel qui sera officiellement diffusé avant les premières séances The Dark Knight Rises. Ce teaser est en deux versions — le montage étant identique — l'un narré par Kevin Costner, l'autre par Russell Crowe, jouant les pères de Surperman. Un poster est également mis en ligne par Warner Bros.
En décembre 2012, un poster énigmatique de Man of Steel accompagne la sortie en DVD/Blu-ray de The Dark Knight Rises : on y voit un Superman menotté, escorté par des militaires. Quelques jours plus tard, le marketing viral débute avec la mise en ligne du faux site "Deep Space Radio Wave Project" (DSRW), une organisation privée à l'écoute des étoiles. Le site contient un compte à rebours en kryptonien qui dévoile aux internautes la bande-annonce officielle du film, également diffusée dans les salles pour les séances du Hobbit.
En avril 2013, une vidéo du général Zod (joué par Michael Shannon) apparaît aux MTV Movie Awards. La bande-annonce finale de 3 minutes est alors dévoilée quelques jours plus tard à l'occasion du CinemaCon, une convention pour les propriétaires de cinémas. Début mai, de nouvelles affiches officielles sont mises en ligne . Durant le mois de mai, de nombreux produits dérivés sont mis en vente dans les boutiques Walmart, tandis que Warner Bros. dévoile une dizaine de spots publicitaires ainsi que de nouvelles affiches. Les internautes peuvent également écouter 30 minutes de la bande originale composée par Hans Zimmer.
Le cinéma parisien Le Grand Rex annonce une avant-première française pour le 16 juin, toutefois sans la présence du casting.

### Accueil critique
Man of Steel a rencontré un accueil critique allant de positif à mitigé par la presse et les projections tests : dans les pays anglophones, le film obtient un pourcentage de 55 % sur le site Rotten Tomatoes, basé sur 310 commentaires collectés et une note moyenne de 6,2⁄10, tandis qu'il obtient le score de 55⁄100 sur le site Metacritic, basé sur 47 commentaires collectés. En France, le site AlloCiné lui attribue quant à lui une note moyenne de 3,3⁄5, pour 23 commentaires collectés.
Parmi les critiques positives, le New York Post écrit que « […] Zack Snyder livre une œuvre hautement respectable et fournit un travail inspiré sur la mythologie de Superman »,, Empire le trouve « spectaculaire, formidable, lyrique et mélodramatique ». Pour Slash Film, « Man of Steel tient ses promesses. C'est un film phénoménal ». Alain Grasset, du Parisien, note que Man of Steel est « un film époustouflant, ébouriffant, décapant, intelligent, truffé d'effets spéciaux extraordinaires ». Pour Jacky Goldberg, des Inrockuptibles, « on ressort de cette lessiveuse certes un peu sonné, mais bel et bien revigoré », et Science et Vie Junior, qui ajoute : « […] on le sent bien, ce Man of Steel ! ».
Parmi les critiques négatives, François Blet, d'aVoir-aLire.com, il soutient que « Snyder secoue sa caméra comme un parkinsonien loin d’une pharmacie, décolore son image, ajoute les bastons oubliées par Bryan Singer, transforme Superman en avion de chasse, hystérise la moindre joute, (…), et pompe Terrence Malick dès que la mère de Cavill apparaît à l’écran, prouvant à tous ceux qui n’avaient pas besoin de le savoir qu’une fois vidé de sa substance, The Tree of Life peut ressembler à une pub Apple ». Julien Gester, de Libération, rédige la critique suivante : « Avec une forme d’inconstance dans la narration (…), le film ventile ainsi son récit dans un entrelacs de pivots dramaturgiques et d’épisodes fondateurs qui ne prennent jamais consistance, ni n’accèdent à une quelconque forme d’ampleur ».
Pour Éric Libiot, de L'Express, il note que « 2 h 20. C'est long, surtout vers la fin. Une belle idée gâchée : Superman, héros ou paria ? Un principe étiré jusqu'à l'overdose : transformer le scénario en un jeu vidéo géant où tout explose. Abrutissant. Énervant. Fatigant. Décevant. Encore un blockbuster qui tire le genre vers le bas ».
Le public note favorablement le film, puisqu'il obtient une note moyenne de 7,1⁄10 sur le site IMDb et 3,6⁄5 sur le site AlloCiné.

### Box-office
| Pays ou région    | Box-office        | Date d'arrêt du box-office | Nombre de semaines |
| ----------------- | ----------------- | -------------------------- | ------------------ |
| États-Unis Canada | 291 045 518 $     | 19 septembre 2013          | 14                 |
| France            | 2 303 132 entrées | 20 août 2013               | 9                  |
| Chine             | 63 440 000 $      | 21 juillet 2013            | 5                  |
| Total mondial     | 670 145 518 $     | 31 décembre 2013           | 27                 |

Man of Steel a rencontré un énorme succès commercial avec 291 045 518 $ en Amérique du Nord et 371 800 000 $ dans les autres pays, pour un total de 670 145 518 $ de recettes au box-office mondial, ce qui en fait le plus grand succès au cinéma de la franchise Superman et le deuxième plus grand succès de tous les temps pour un reboot derrière The Amazing Spider-Man, mais l'a battu sur le territoire américain. Le film a récolté 116 619 362 $ sur son week-end d'ouverture, inclus 17 500 000 $ dans les cinémas IMAX.
Man of Steel a totalisé 12 000 000 $ lors des projections de jeudi et de minuit, marquant le troisième meilleur démarrage d'un film de la Warner à minuit, derrière Harry Potter et les reliques de la mort, 2e partie et The Dark Knight Rises, Man of Steel est également la plus grande progression pour un film ayant débuté en salles lors des séances de nuit/minuit et n'étant pas une suite de film.
Distribué dans 4 207 salles aux États-Unis, Man of Steel prend directement la première place du box-office avec 44 013 367 $ de recettes pour son lancement et un cumul de 56 075 491 $ de recettes lorsque sont inclus les chiffres des projections du jeudi. Pour son premier week-end d'exploitation en salles, le long-métrage a rapporté 116 619 362 $ de recettes brutes, portant le cumul à 128 681 486 $, soit une moyenne de 27 720 $ par salles. Cet excellent score permet de battre le meilleur démarrage d'un film sorti en juin, à savoir Toy Story 3, sorti en 2010, qui, pour son premier week-end en salles, avait totalisé 110 300 000 $ de recettes. Il est également le deuxième meilleur week-end de démarrage de 2013 derrière Iron Man 3 et ses 174 100 000 $,, ainsi que le deuxième meilleur week-end de démarrage pour une non-suite derrière Hunger Games et ses 152 500 000 $ rapportés au cours de la même période. En première semaine complète, le film rapporte 156 728 823 $ durant la période, pour une moyenne de 37 254 $ par salles et un total de 168 790 947 $.
Cependant, il chute à la troisième place du box-office le week-end suivant avec 41 287 206 $ de recettes rapportés, pour une moyenne de 9 814 $, portant le total à 210 078 153 $, soit une chute de 64,6 % de ses bénéfices par rapport au week-end précédent. Box Office Mojo a appelé une « forte baisse anormale » proche de la baisse en second week-end des recettes de Green Lantern. Resté cinq semaines dans le top 10 hebdomadaire avec une baisse de salles et de recettes allant de 45 à 58 % en week-end avec 280 888 962 $, Man of Steel quitte le top 10 hebdomadaire. Il perd quelques places et une baisse de recettes, avant de connaître une hausse de 60 % de ses bénéfices en neuvième week-end, avec 750 307 $, pour 1,761 $ par les 426 salles à le diffuser. La distribution aux États-Unis de Man of Steel prend fin le 19 septembre 2013 rapportant 291 045 518 $.
Les recettes internationales totalisent près 372 millions de dollars, portant le cumul à près de 669 millions de dollars de recettes mondiales.
En France, Man of Steel prend directement la première place du box-office avec 1 054 552 entrées pour sa première semaine en salles, dont 215 242 entrées pour son premier jour et 867 443 entrées en premier week-end. Il est parvenu à faire mieux que Superman Returns, qui à la même période, avait totalisé que 640 412 entrées,. Toutefois, le résultat du premier week-end de Man of Steel est relativement décevant avec une quatrième position des meilleurs premiers week-end de l’année 2013 en France. La semaine suivante, il perd la tête du box-office au profit de Moi, moche et méchant 2 et chute en seconde position, totalisant 698 201 entrées, soit 33,79 % de baisse des entrées par rapport à la semaine précédente, portant le total à 1 752 753 entrées . Bien que chutant dans le classement des meilleures entrées françaises, Man of Steel se maintient durant les trois semaines suivantes dans le top 10, avec un cumul de 2 232 873 entrées. La distribution de Man of Steel en France prend fin le 20 août 2013 avec 2 303 132 entrées .

## Distinctions
Entre 2012 et 2014, le film Man of Steel a été sélectionné 53 fois dans diverses catégories et a remporté 7 récompenses.

### Année 2012
| Cérémonie ou récompense                            | Catégorie / Récompense                             | Nommé(es) / Lauréat(es) | Résultat   |
| -------------------------------------------------- | -------------------------------------------------- | ----------------------- | ---------- |
| Prix IGN du cinéma d'été (IGN Summer Movie Awards) | Prix IGN de la meilleure affiche de film           | Man of Steel            | Lauréat    |
| Prix IGN du cinéma d'été (IGN Summer Movie Awards) | Prix IGN du public de la meilleure affiche de film | Man of Steel            | Lauréat    |
| Prix IGN du cinéma d'été (IGN Summer Movie Awards) | Meilleure bande-annonce de film                    | Man of Steel            | Nomination |

### Année 2013
| Cérémonie ou récompense                                                                     | Catégorie / Récompense                                                 | Nommé(es) / Lauréat(es)                                                                     | Résultat   |
| ------------------------------------------------------------------------------------------- | ---------------------------------------------------------------------- | ------------------------------------------------------------------------------------------- | ---------- |
| Association professionnelle d'Hollywood (Hollywood Post Alliance)                           | Meilleur étalonnage des couleurs dans un long métrage                  | Stefan Sonnenfeld et Company 3                                                              | Nomination |
| Association professionnelle d'Hollywood (Hollywood Post Alliance)                           | Meilleurs effets visuels dans un long métrage                          | Keith Miller, Daniel Barrett, Phillip Leonhardt, Thelvin Cabezas, Mark Tait et Weta Digital | Nomination |
| Bande-annonce d'or                                                                          | Schmoes d'or de la meilleure affiche de blockbuster de l'été 2013      | Warner Bros.                                                                                | Lauréat    |
| Bande-annonce d'or                                                                          | Meilleure bande-annonce blockbuster de l'été 2013                      | Jennifer Horvath et Warner Bros.                                                            | Nomination |
| Bande-annonce d'or                                                                          | Meilleure affiche de cinéma                                            | Warner Bros.                                                                                | Nomination |
| Communauté du circuit des récompenses (Awards Circuit Community Awards (ACCA))              | Meilleurs effets visuels                                               | Man of Steel                                                                                | Nomination |
| Festival du film de Hollywood                                                               | Prix du film hollywoodien                                              | Zack Snyder                                                                                 | Nomination |
| Principaux prix artistiques (Key Art Awards)                                                | Principaux prix artistiques de la meilleure technique audio / visuelle | Hans Zimmer et Warner Bros.                                                                 | Lauréat    |
| Principaux prix artistiques (Key Art Awards)                                                | Meilleure technique audio / visuelle                                   | Jennifer Horvath et Warner Bros.                                                            | Nomination |
| Prix du jeune public                                                                        | Meilleur film d'action / aventure de l'été                             | Man of Steel                                                                                | Nomination |
| Prix du jeune public                                                                        | Meilleur acteur de l'été                                               | Henry Cavill                                                                                | Nomination |
| Prix du jeune public                                                                        | Meilleure actrice de l'été                                             | Amy Adams                                                                                   | Nomination |
| Prix du jeune public                                                                        | Meilleur baiser                                                        | Henry Cavill et Amy Adams                                                                   | Nomination |
| Prix IGN du cinéma d'été (IGN Summer Movie Awards)                                          | Meilleur film d'adaptation de bande dessinée                           | Man of Steel                                                                                | Nomination |
| Prix IGN du cinéma d'été (IGN Summer Movie Awards)                                          | Meilleure bande-annonce de film                                        | Man of Steel                                                                                | Nomination |
| Prix IGN du cinéma d'été (IGN Summer Movie Awards)                                          | Meilleur film Blu-Ray                                                  | Man of Steel                                                                                | Nomination |
| Prix internationaux du cinéma en ligne (INOCA) (International Online Cinema Awards (INOCA)) | Meilleurs effets visuels                                               | Man of Steel                                                                                | Nomination |
| Prix NouveauMaintenantSuivant (NewNowNext Awards)                                           | 'Parce que tu es chaud'                                                | Henry Cavill                                                                                | Nomination |
| Prix Rondo Hatton horreur classique (Rondo Hatton Classic Horror Awards)                    | Meilleur film                                                          | Zack Snyder                                                                                 | Nomination |
| Prix Schmoes d'or                                                                           | Meilleure bande-annonce de l'année                                     | Man of Steel                                                                                | Lauréat    |
| Prix Schmoes d'or                                                                           | Film le plus surestimé de l'année                                      | Man of Steel                                                                                | Nomination |
| Prix Schmoes d'or                                                                           | Meilleurs effets spéciaux de l'année                                   | Man of Steel                                                                                | Nomination |
| Prix Schmoes d'or                                                                           | La plus grande déception de l'année                                    | Man of Steel                                                                                | Nomination |
| Prix Schmoes d'or                                                                           | Affiche de cinéma préférée de l'année                                  | Man of Steel                                                                                | Nomination |
| Prix Schmoes d'or                                                                           | Meilleur DVD / Blu-Ray de l'année                                      | Man of Steel                                                                                | Nomination |
| Prix Schmoes d'or                                                                           | Meilleure scène d'action de l'année                                    | Bataille finale à Metropolis                                                                | Nomination |
| Récompenses des arts du cinéma et de la télévision de la British Academy                    | BAFTA vote des enfants - Long métrage                                  | Man of Steel                                                                                | Nomination |
| Société des critiques de cinéma de Houston                                                  | Meilleure musique originale                                            | Hans Zimmer                                                                                 | Nomination |

### Année 2014
| Cérémonie ou récompense                                                                                              | Catégorie / Récompense                                                                     | Nommé(es) / Lauréat(es)                                                              | Résultat   |
| --- | ------------------------------------------------------------------------------------------ | ------------------------------------------------------------------------------------ | ---------- |
| Académie des films de science-fiction, fantastique et d'horreur - Prix Saturn                                        | Meilleur film tiré d'un comic                                                              | Man of Steel                                                                         | Nomination |
| Académie des films de science-fiction, fantastique et d'horreur - Prix Saturn                                        | Meilleur jeune acteur                                                                      | Dylan Sprayberry                                                                     | Nomination |
| Académie des films de science-fiction, fantastique et d'horreur - Prix Saturn                                        | Meilleurs effets spéciaux                                                                  | Joe Letteri, John 'D.J.' Des Jardin et Dan Lemmon                                    | Nomination |
| Association des critiques de cinéma                                                                                  | Meilleur acteur dans un film d'action                                                      | Henry Cavill                                                                         | Nomination |
| Association des critiques de cinéma de Géorgie                                                                       | Meilleure direction artistique                                                             | Alex McDowell                                                                        | Nomination |
| Association des critiques de cinéma de Géorgie                                                                       | Meilleure musique de film                                                                  | Hans Zimmer                                                                          | Nomination |
| Association des critiques de cinéma du centre de l'Ohio                                                              | Actrice de l'année                                                                         | Amy Adams                                                                            | Nomination |
| Association des critiques de cinéma de Seattle                                                                       | Meilleurs effets visuels                                                                   | Guillaume Rocheron, John 'D.J.' Des Jardin, Dan Lemmon et Ged Wright                 | Nomination |
| Bande-annonce d'or                                                                                                   | Meilleurs Wildposts                                                                        | Warner Bros. et Works Progress Administration                                        | Nomination |
| Prix Annie | Meilleurs effets animés dans un film en prises de vue réelles                              | Jonathan Paquin, Brian Goodwin, Gray Horsfield, Matthieu Chardonnet et Adrien Toupet | Nomination |
| Prix du film et de la télévision MTV                                                                                 | Prix MTV du film du meilleur héros                                                         | Clark Kent (Henry Cavill)                                                            | Lauréat    |
| Prix CinEuphoria (CinEuphoria Awards)                                                                                | Meilleurs Effets Spéciaux (Sons ou Visuels) - Compétition Internationale                   | Jonathan Paquin, Brian Goodwin, Gray Horsfield, Matthieu Chardonnet et Adrien Toupet | Nomination |
| Prix CinEuphoria (CinEuphoria Awards)                                                                                | Meilleure bande-annonce - Compétition internationale                                       | Man of Steel                                                                         | Nomination |
| Prix Jupiter | Meilleure actrice internationale                                                           | Amy Adams                                                                            | Nomination |
| Prix Jupiter | Meilleur acteur international                                                              | Michael Shannon                                                                      | Nomination |
| Prix Jupiter | Meilleur film international                                                                | Zack Snyder                                                                          | Nomination |
| Prix mondiaux de la bande originale                                                                                  | Compositeur de l'année                                                                     | Hans Zimmer                                                                          | Nomination |
| Société Américaine des Compositeurs, Auteurs et Éditeurs de Musique (ASCAP) (ASCAP Film and Television Music Awards) | Prix ASCAP des meilleurs films au box-office                                               | Hans Zimmer                                                                          | Lauréat    |
| Société des critiques de cinéma de Denver                                                                            | Meilleure musique originale                                                                | Hans Zimmer                                                                          | Nomination |
| Société des critiques de cinéma de Denver                                                                            | Meilleur film de science-fiction / horreur                                                 | Man of Steel                                                                         | Nomination |
| Société des effets visuels                                                                                           | Meilleure cinématographie virtuelle dans un film en prises de vues réelles                 | Daniel Paulsson, Edmund Kolloen, Joel Prager et David Philip Stripinis               | Nomination |
| Société des effets visuels                                                                                           | Meilleur effets spéciaux et animation de simulation dans un film en prises de vues réelles | Brian Goodwin, Gray Horsfield, Matthieu Chardonnet et Adrien Toupet                  | Nomination |